# Ігнасіо Маестро Пуч
Ігнасіо Даніель Маестро Пуч (ісп. Ignacio Daniel Maestro Puch, нар. 13 серпня 2003, Сан-Мігель-де-Тукуман, Аргентина) — аргентинський футболіст італійського походження, нападник клубу «Атлетіко Тукуман» та молодіжної збірної Аргентини.

## Ігрова кар'єра

### Клубна
Ігнасіо Маестро Пуч є вихованцем футбольної школи клубу «Атлетіко Тукуман» зі свого рідного міста Сан-Мігель-де-Тукуман. У лютому 2022 року футболіст зіграв свій перший матч в чемпіонаті Аргентини.

### Збірна
У лютому 2023 року Маестро Пуч у складі молодіжної збірної Аргентини брав участь у молодіжній першості Південної Америки в Колумбії.
У травні того року футболіст зіграв чотири поєдинки на домашньому молодіжному чемпіонаті світу.